# Saint-Marcellin (Isèra)
Saint-Marcellin és un municipi francès, situat al departament de la Isèra i la regió d'Alvèrnia-Roine-Alps.